# Tata Giacobetti
Tata Giacobetti, pseudonimo di Giovanni Giacobetti (Roma, 24 giugno 1922 – Roma, 2 dicembre 1988), è stato un cantante, contrabbassista e paroliere italiano.
Fu uno dei componenti del Quartetto Cetra.

## Biografia

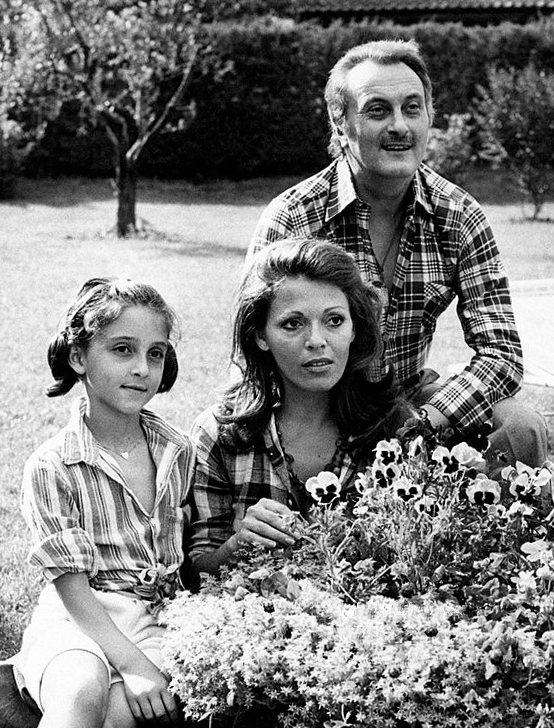
Tata Giacobetti con la moglie Valeria Fabrizi e la figlia Giorgia nel 1970.

Il soprannome "Tata" gli venne dato dai compagni di università perché vi era a Roma una via dedicata a un certo Giovanni Tata.
Giacobetti imparò la musica da autodidatta, suonando il contrabbasso. Mentre studiava scenografia all'Accademia di Belle Arti di Roma si esibiva anche come cantante nelle serate goliardiche.
Nel 1940 fondò il quartetto vocale Quartetto Egie (nome ricavato dalle iniziali dei nomi dei componenti), che, in seguito al cambio di formazione, l'anno seguente divenne prima Quartetto Ritmo e, infine, Quartetto Cetra.
Nel Quartetto Cetra la sua carriera artistica durò oltre quarant'anni, durante i quali fu protagonista come cantante e attore alla radio, in teatro, in televisione, al cinema e nella pubblicità.
Tra i componenti del gruppo, Giacobetti è ricordato come "il bello"; fu l'autore della maggior parte dei testi del quartetto, musicati assieme a Antonio Virgilio Savona, l'altro componente del gruppo; dalla collaborazione tra i due nacquero centinaia di canzoni del vasto repertorio del gruppo. Scrisse Sul muretto di Alassio per Carla Boni e Gino Latilla, Tornerà per Tonina Torrielli, 'Sta Roma per Robertino, Ci rivedremo per Bruno Martino e Tristezze per Peppino Gagliardi.
Come autore di testi collaborò anche con Gorni Kramer, col quale scrisse Ho bevuto per Luciano Tajoli e La gatta che scotta per Adriano Celentano, Giovanni D'Anzi e Armando Trovajoli.
Nel 1964 sposò l'attrice Valeria Fabrizi, che debuttò in televisione al suo fianco in un western musicale ideato da lui stesso, Non cantare, spara (1968). I due rimasero sposati fino alla scomparsa di Giacobetti ed ebbero una figlia, Giorgia. Nel 1965 partecipò allo Zecchino d'Oro scrivendo il testo del brano Se fossi un marziano. Nel 1972 fu l'autore della trasmissione Permette? Segurini, diretta da Maurizio Corgnati.
Morì nel 1988, all'età di 66 anni, a causa di un infarto miocardico; fu sepolto nel cimitero del Verano a Roma.

## Filmografia parziale
- Maracatumba... ma non è una rumba, regia di Edmondo Lozzi (1949)
- Ferragosto in bikini, regia di Marino Girolami (1960)
- Caccia al marito regia di Marino Girolami (1960)
- La ragazza sotto il lenzuolo, regia di Marino Girolami (1961)